# Melrose Place (seriál, 2009)
Melrose Place je americký dramatický televizní seriál, jehož autory jsou Todd Slavkin a Darren Swimmer. Je sequelem seriálu Melrose Place z 90. let 20. století. Premiérově byl vysílán v letech 2009–2010 na stanici The CW. Celkově bylo natočeno 18 dílů, po první řadě byl kvůli nízké sledovanosti zrušen.

## Příběh
V bytovém komplexu Melrose Place v kalifornském West Hollywoodu žije řada dvacátníků, kteří chtějí prosadit ve světě svoje osobní cíle a touhy. Patří k nim novinářka Ella Simmsová, šéfkuchař Auggie Kirkpatrick, studentka medicíny Lauren Yungová, začínající filmař Jonah Miller se svou snoubenkou, učitelkou Riley Richmondovou, a další.

## Obsazení
- Katie Cassidy jako Ella Simmsová
- Colin Egglesfield jako Auggie Kirkpatrick
- Stephanie Jacobsen jako Lauren Yungová
- Jessica Lucas jako Riley Richmondová
- Michael Rady jako Jonah Miller
- Shaun Sipos jako David Breck
- Ashlee Simpson-Wentz jako Violet Fosterová

## Vysílání
| Řada | Díly | Premiéra v USA | Premiéra v USA | Premiéra v ČR  | Premiéra v ČR  |
| Řada | Díly | První díl      | Poslední díl   | První díl      | Poslední díl   |
| ---- | ---- | -------------- | -------------- | -------------- | -------------- |
| 1    | 18   | 8. září 2009   | 13. dubna 2010 | 13. ledna 2010 | 23. ledna 2012 |